# Semaeopus fusilinea
Semaeopus fusilinea là một loài bướm đêm trong họ Geometridae.